# Escola Infant Jesús
L'Escola Infant Jesús, o també Jesuïtes de Sant Gervasi, és un centre educatiu privat de Barcelona amb entrada pels carrers de l'Avenir, 9-19 i la Travessera de Gràcia, 53-65.

## Història i descripció
Va ser fundada el 1860 per les Germanes de l'Infant Jesús, conegudes popularment com a Dames Negres, institut religiós femení dedicat a l'ensenyament i creat el 1662 a Rouen per Nicolas Barré. La seva primera seu estava situada al Portal de l'Àngel, 10, però el 1863 es van traslladar a un local més ampli a la plaça de Santa Anna, 9. El 1865, arran de l'epidèmia de còlera, es van traslladar a un local de Sant Gervasi i el 1867 la comunitat es va instal·lar a l'actual emplaçament.
El 1907, l'arquitecte Enric Sagnier i Villavecchia va projectar l'església, d'estil neogòtic, acabada el 1910. Entre 1913 i 1916, el mateix arquitecte va construir un edifici d'estil neoromànic (1913-1916) al passeig de Gràcia, 33 xamfrà amb el carrer de la Diputació, ocupat posteriorment per la companyia Union des assurances de Paris.

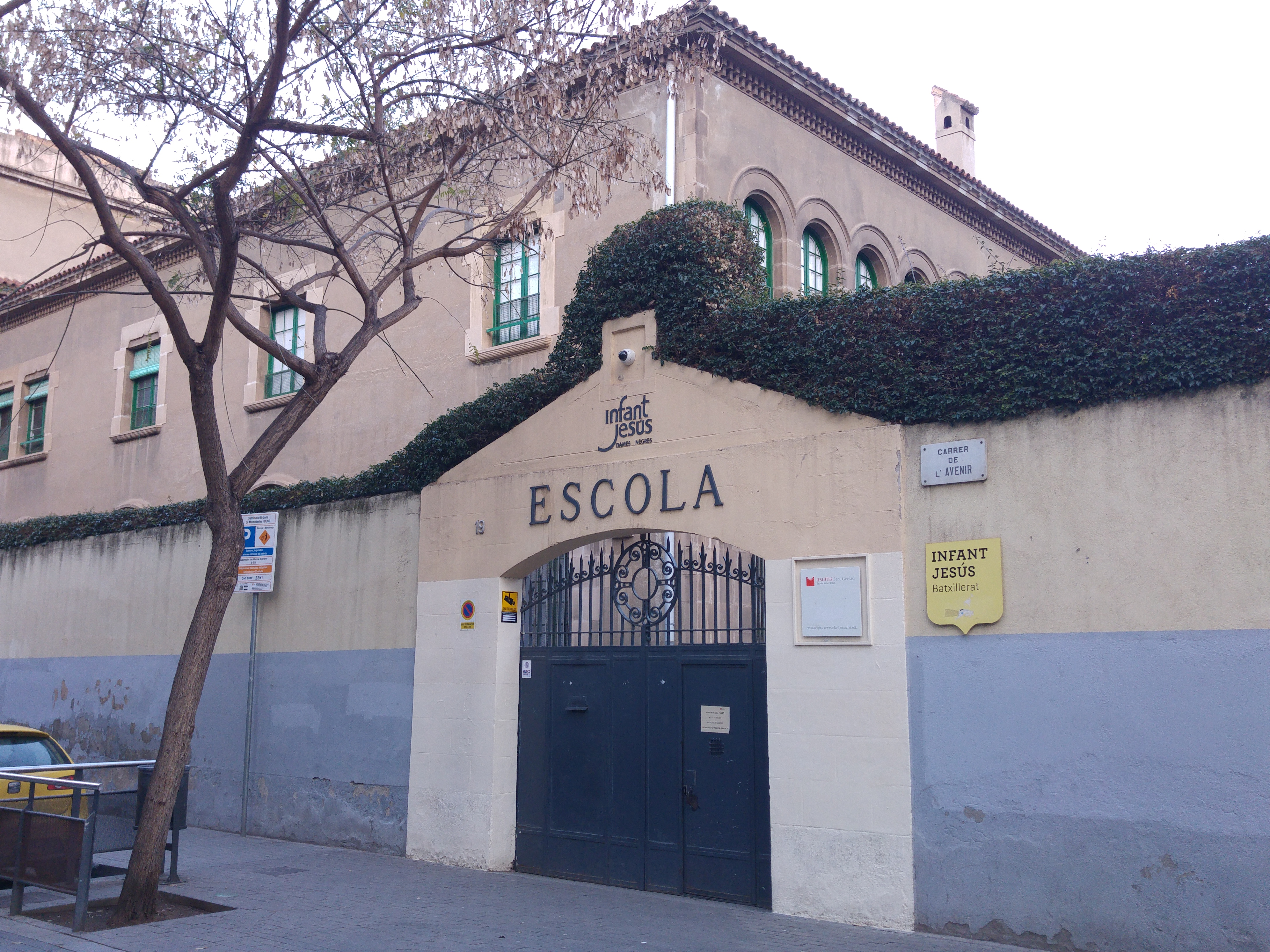
Entrada pel carrer de l'Avenir

El 2008, es va instal·lar a la façana del poliesportiu, que dona a la Travessera de Gràcia, una pissarra de 500 m² amb una resta, un mapa d'Europa, una suma, vares, una família i una frase que resumeix l'objectiu de l'escola: «Distingir bé el fruit, conservar-lo i conduir-lo cap a la perfecta maduració» que vol dir distingir la manera de ser de cadascú i educar segons la seva manera de ser, fer l'educació personalitzada.
N'han estat directores: Pilar Maynar, Asuncion Brandoly, Núria Gelpí i Vintró i Mireia Galobart, totes elles religioses de la Congregació. El 2015, l'escola es va traspassar als Jesuïtes per falta de monges catalanes que poguessin fer-se'n càrrec, i n'han estat directors: Joan Blasco, Josep Maria Ramon i, des del 2018, Francesc Moreno.
El 2017, els seus alumnes de 3r i 4t d'ESO, juntament amb l'artista italià Jupiterfab, van participar en un projecte d'Arrels Fundació per cridar l'atenció sobre l'existència de 3.000 persones sense sostre a la ciutat, pintant un mural de 4 m d'alt per 10 m d'ample en el mur que dona al carrer de l'Avenir.